# خط طول 118° شرق
خط طول 118° شرق هو أحد خطوط الطول الجغرافية، والتي تمتد من القطب الشمالي الجغرافي إلى القطب الجنوبي الجغرافي، وحسب التحويل الزمني يتقدم خط طول 118° شرق عن خط غرينتش بـ7 ساعات و52 دقيقة.

## من القطب إلى القطب
ينطلق خط طول 118° شرق من القطب الشمالي نحو القطب الجنوبي مرورا بالمناطق التي ترد في الجدول التالي:
| الإحداثيات                           | البلد أو الإقليم أو البحر | ملاحظات |
| ------------------------------------ | ------------------------- | --- |
| 90°0′N 118°0′E / 90.000°N 118.000°E  | المحيط المتجمد الشمالي    | |
| 78°36′N 118°0′E / 78.600°N 118.000°E | بحر لابتيف                | |
| 73°35′N 118°0′E / 73.583°N 118.000°E | روسيا                     | ياقوتيا إركوتسك أوبلاست — من 59°34′N 118°0′E / 59.567°N 118.000°E كراي عبر البايكال — من 58°25′N 118°0′E / 58.417°N 118.000°E |
| 49°36′N 118°0′E / 49.600°N 118.000°E | جمهورية الصين الشعبية     | منغوليا الداخلية |
| 48°2′N 118°0′E / 48.033°N 118.000°E  | منغوليا                   | |
| 46°37′N 118°0′E / 46.617°N 118.000°E | جمهورية الصين الشعبية     | Inner Mongolia خبي – لحوالي 17 km من 42°25′N 118°0′E / 42.417°N 118.000°E Inner Mongolia – لحوالي 4 km من 42°16′N 118°0′E / 42.267°N 118.000°E Hebei – من 42°13′N 118°0′E / 42.217°N 118.000°E تيانجين – من 39°21′N 118°0′E / 39.350°N 118.000°E |
| 39°13′N 118°0′E / 39.217°N 118.000°E | بحر بوهاي                 | |
| 38°11′N 118°0′E / 38.183°N 118.000°E | جمهورية الصين الشعبية     | شاندونغ جيانغسو – من 34°38′N 118°0′E / 34.633°N 118.000°E آنهوي – من 33°45′N 118°0′E / 33.750°N 118.000°E Jiangsu – من 33°22′N 118°0′E / 33.367°N 118.000°E Anhui – من 33°12′N 118°0′E / 33.200°N 118.000°E جيانغشي – من 29°31′N 118°0′E / 29.517°N 118.000°E فوجيان – من 27°59′N 118°0′E / 27.983°N 118.000°E, مرورا بغرب شيامن (في 24°27′N 118°4′E / 24.450°N 118.067°E) |
| 24°11′N 118°0′E / 24.183°N 118.000°E | بحر الصين الجنوبي         | مرورا بشرق the disputed سكاربورو شول [لغات أخرى]‏ (في 15°7′N 117°51′E / 15.117°N 117.850°E) |
| 9°14′N 118°0′E / 9.233°N 118.000°E   | الفلبين                   | جزيرة بالاوان |
| 8°53′N 118°0′E / 8.883°N 118.000°E   | بحر سولو                  | |
| 6°3′N 118°0′E / 6.050°N 118.000°E    | ماليزيا                   | صباح (ماليزيا) – جزيرة بورنيو |
| 4°13′N 118°0′E / 4.217°N 118.000°E   | بحر سيليبس                | |
| 2°24′N 118°0′E / 2.400°N 118.000°E   | إندونيسيا                 | جزيرة بورنيو |
| 2°12′N 118°0′E / 2.200°N 118.000°E   | بحر سيليبس                | |
| 1°47′N 118°0′E / 1.783°N 118.000°E   | إندونيسيا                 | جزيرة بورنيو |
| 0°47′N 118°0′E / 0.783°N 118.000°E   | مضيق ماكاسار              | |
| 4°57′S 118°0′E / 4.950°S 118.000°E   | بحر جاوة                  | Passing by numerous small جزر إندونيسيا |
| 6°59′S 118°0′E / 6.983°S 118.000°E   | بحر فلوريس                | Passing by numerous small جزر إندونيسيا |
| 8°6′S 118°0′E / 8.100°S 118.000°E    | إندونيسيا                 | جزيرة سومباوا |
| 8°52′S 118°0′E / 8.867°S 118.000°E   | المحيط الهندي             | |
| 20°28′S 118°0′E / 20.467°S 118.000°E | أستراليا                  | أستراليا الغربية |
| 35°6′S 118°0′E / 35.100°S 118.000°E  | المحيط الهندي             | Australian authorities consider this to be part of the المحيط الجنوبي[1][2] |
| 60°0′S 118°0′E / 60.000°S 118.000°E  | المحيط الجنوبي            | |
| 66°59′S 118°0′E / 66.983°S 118.000°E | القارة القطبية الجنوبية   | الإقليم الأسترالي في القارة القطبية الجنوبية، المطالب الإقليمية بالقارة القطبية الجنوبية by أستراليا |